# Xamar Iarixe
Xamar Iarixe (em árabe: شَمَّر يرعش; romaniz.: Xammar Yahri'x ou Xammar Yuhari'x), cujo nome completo era Xamar Iarixe ibne Iacir Iunim ibne Amr Dul Adar (Shammar Yahr'ish b. Yasir Yun'im b. 'Amr Dhu'l-Adh'ar, foi um rei himiarita que reinou aproximadamente entre 275 e 312 de nossa era.  

## Vida
Neto de Abraa Dul Manar, filho de Amr Dul Adar,  também conhecido como Iacir Iuanim,  em 275 Xamar liderou suas tropas para a vitória sobre Najrã, Maribe (os sabeus reconquistaram mais tarde sua capital) e Hadramaute. Ele conseguiu unir grande parte do Iêmen, assumindo o título "Rei de Saba, de Du Raidã, de Hadramaute e de Iamnate" (Iamnate pode ter sido o nome da parte sul do Iêmen). Desde então, os reis Himiaritas ficaram conhecidos como "reis Tuba" e louvados por sua coragem e liderança na poesia tradicional do Iêmen.  O nome Xamar foi registrado na Inscrição de Namara. 

## Diplomacia
Xamar Iarixe enviou delegações à tribo árabe-sabeu dos azeditas, para os tanuquitas e para a corte sassânida em Ctesifonte, levando a uma troca de embaixadores. Na mesma época, o imperador romano Constâncio II enviou o missionário Teófilo para perguntar se igrejas poderiam ser construídas para os comerciantes da Índia romana no território himiarita. 

## Legado
Por volta de 280 d.C., Xamar Iarixe, a partir de sua capital Zafar, uniu o Iêmen sob seu governo.  Cem anos depois, Abu Caribe Assade, apelidado de "Assade Camil" (o perfeito), realizou as mais altas aspirações de Xamar. Sob sua liderança, o antigo Reino de Sabá com Maribe como capital foi conquistado e deixou de existir como um reino independente. Os axumitas, que haviam se tornado uma grande potencia e haviam ocupado Tiama e as terras altas mais de uma vez, foram levados de volta à Etiópia. Durante seu governo, o Iêmen pré-islâmico provavelmente alcançou sua maior expansão, incluindo partes do sul da atual Arábia Saudita e todo o atual Omã. 